# Wygiełdów
Wygiełdów [pronunciación en polaco: /vɨˈɡʲɛu̯duf/] es un pueblo ubicado en el distrito administrativo de Gmina Praszka, dentro del condado de Olesno, Voivodato de Opole, en el suroeste de Polonia. Se encuentra a unos 4 kilómetros al sur de Praszka, a 17 kilómetros al norte de Olesno, y a 54 kilómetros al noreste de la capital regional Opole.